# La chiquilla
La chiquilla es una novela realista escrita en 1907 por el escritor mexicano Carlos González Peña. La chiquilla es la segunda novela de González Peña, precedida por La Musa Bohemia (1909).
La historia se centra en una familia pobre que vive en una vecindad de la Ciudad de México a principios del siglo XX. El personaje central, Antoñita Fernández, es una costurera que trabaja largas jornadas para mantener al resto de su familia, quienes cayeron en la pobreza luego de la muerte del padre. La madre, Doña Pepa, es una mujer anciana muy devota que vive exclusivamente para asistir a misa. El hijo mayor, Alberto, es un desertor de la carrera de medicina que sólo se dedica a salir de juerga. La hija menor, Magdalena (más comúnmente llamada Lena) es una joven adolescente veleidosa e inocente que no contribuye con el sostén del hogar porque encuentra el trabajo como algo deshonroso. Estéfana, una vieja criada y nana de los hijos de Doña Pepa, también vive en la casa de los Fernández.

## Argumento
La novela narra el deterioro gradual de Antoñita a lo largo de un año, durante el cual ella se enamora de un joven estudiante jalisciense llamado Eugenio Linares, para luego sufrir una decepción amorosa cuando, cerca del final de la novela, descubre que su novio Eugenio ha seducido a su hermana Lena en el piso de su cocina. Luego de la dolorosa revelación, Antoñita cae gravemente enferma durante varios meses, y Lena huye, deshonrada e incapaz de afrontar su acto. Gracias a los cuidados de Estéfana y a la intervención de un médico (que obliga a Estéfana a empeñar casi toda posesión de los Fernández, así como a gastar sus propios ahorros) Antoñita experimenta una aparente mejoría, pero al querer reasumir sus jornadas de trabajo, fallece por extenuación. La última escena de la novela muestra a Eugenio, pobre y totalmente abatido, asistiendo a la inauguración del café de su amigo, el fallido poeta Arsenio Urízar. Arsenio y Eugenio comentan los acontecimientos y Urízar concluye que en este mundo de nada sirve preocuparse por otros, ilustrando su punto con el fallecimiento de Antoñita. Urízar compara a la vida con una chiquilla, una eterna engañadora que sonríe y muerde, y que hay que despreciar.